# Primærrute 35
Primærrute 35 er en hovedvej, der går fra Hjørring tværs over Vendsyssel til Frederikshavn.
Primærrute 35 starter sammen med primærrute 40 i Frederikshavns færgehavn på E45 og løber forbi Sindal, gennem Hjørring, for at slutte ved mødet med primærrute 55 vest for Hjørring. Øst for Hjørring krydser primærrute 35 Hirtshalsmotorvejen (E39).
Rute 35 har en længde på 38,4 km.